# Mark Lynch
Mark John Lynch (født 2. september 1981 i Manchester, England) er en engelsk tidligere fodboldspiller der spillede som højre back.
Han var juniorspiller hos Manchester United, han lavede en senioroptræden for klubben mod Deportivo de La Coruña i UEFA Champions League i marts 2003, hvor han uheldigvis scorede et selvmål. I juli 2004 tog Lynch til Sunderland på en fri handel. Han blev fritstillet af Sunderland efter bare én sæson.
Lynch skrev derefter under på en kontrakt for Hull City i juli 2005. Han pådrog sig uheldigvis en knæskade i det første minut af sin Hull City-debut i august 2005 mod QPR, og i hans første kamp, efter at var kommet tilbage mod Coventry, blev han sendt ud. Han lavede kun 15 optrædener mere for Hull i 2005–06-sæsonen, den sidste kamp blev spillet januar. I slutningen af sæsonen blev han sat på transfermarkedet igen af manageren Peter Taylor.
Lynch flyttede derefter til Yeovil Town i august 2006, men det varede kun i en kort periode. Lynch tilsluttede sig derefter Rotherham United i 2008 på toårig aftale, efter hans fristilling af Yeovil. Han fik sin Rotherham United-debut mod Lincoln City, og i hans tredje optræden for klubben mod Morecambe, scorede han to strålende mål.